# GK80

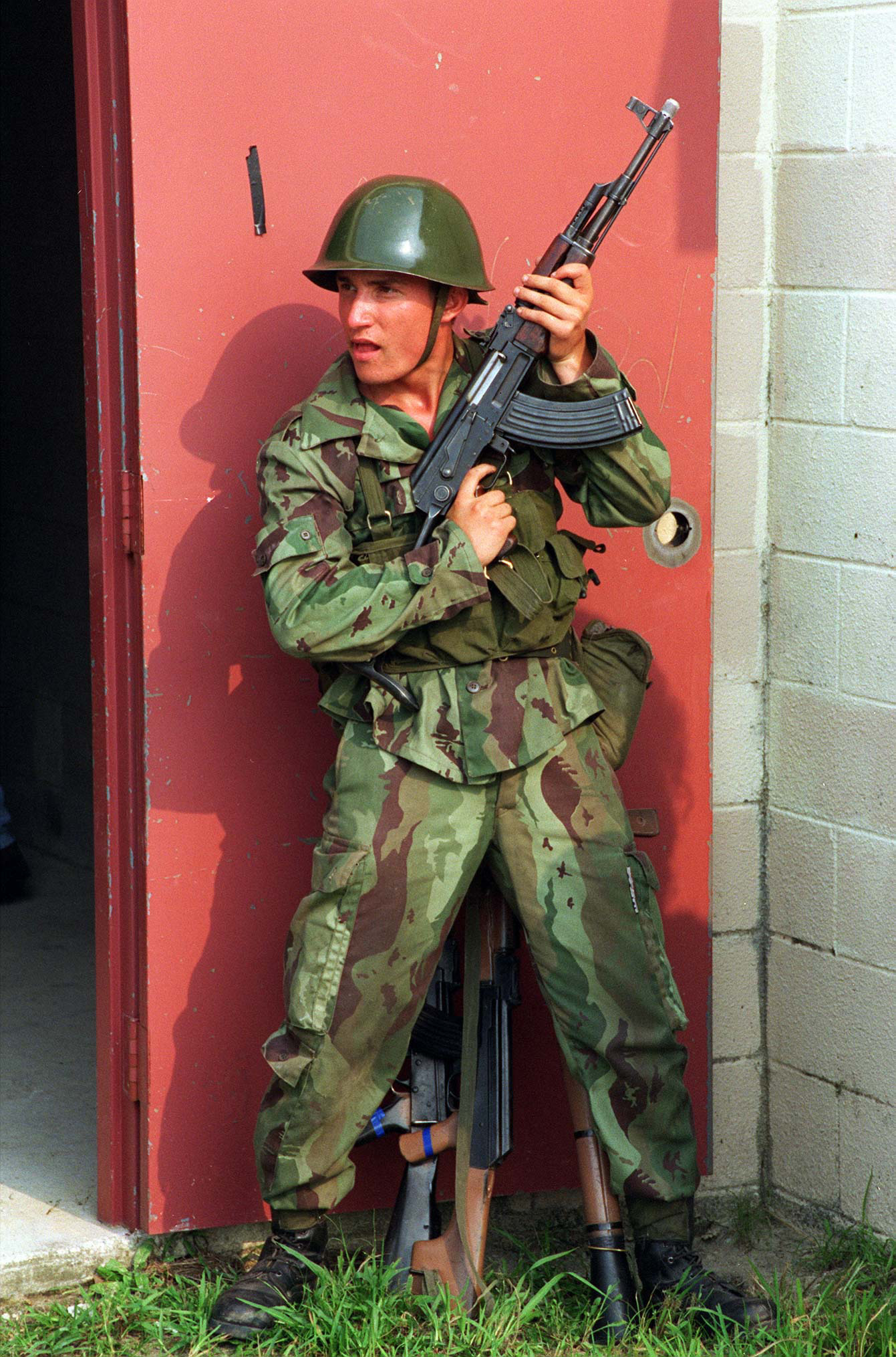
Soldado albanés usando un "Tipo 69", variante del GK80.

GK80 (chino: GK80 钢盔) es un casco de combate de acero chino desarrollado por primera vez a finales de la década de 1960. Desarrollado como parte de una ayuda militar china a Albania en respuesta a la ruptura sino-soviética, el casco fue designado inicialmente como "Tipo 69" y solo se emitió en pequeñas cantidades dentro del Ejército Popular de Liberación. Un diseño mejorado se volvió a designar como GK80 y se adoptó como el casco de combate estándar del EPL en 1980. El movimiento fue parte de un programa de modernización del EPL inmediatamente después de encontrar inconvenientes en la guerra sino-vietnamita en 1979, de lo que se dio cuenta el EPL la necesidad de modernizar su arsenal.
El GK80 en servicio está siendo reemplazado por los cascos de construcción de aramida QGF02/03.